# 長野県道487号諏訪湖四賀線

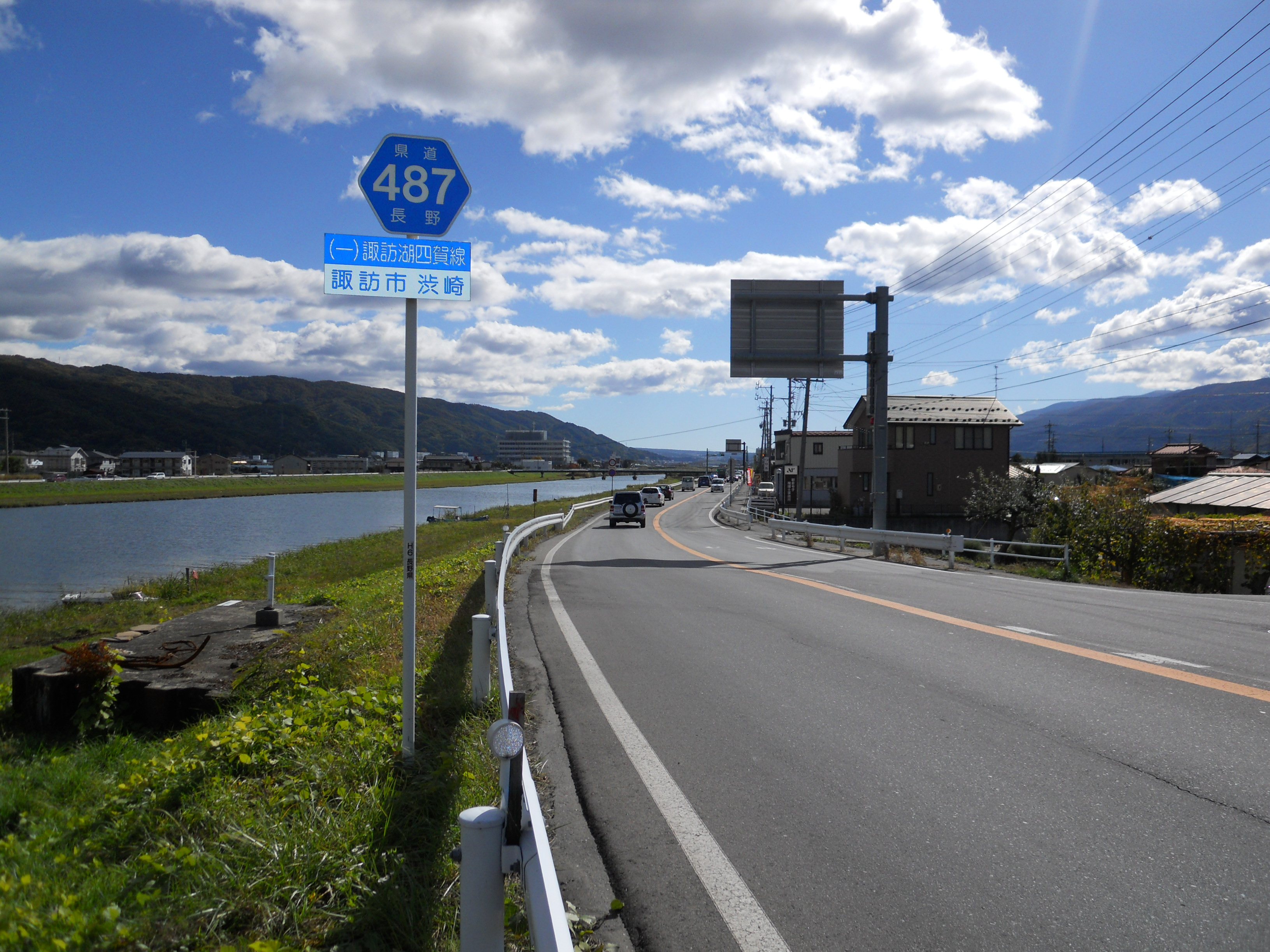
上川大橋（起点）付近

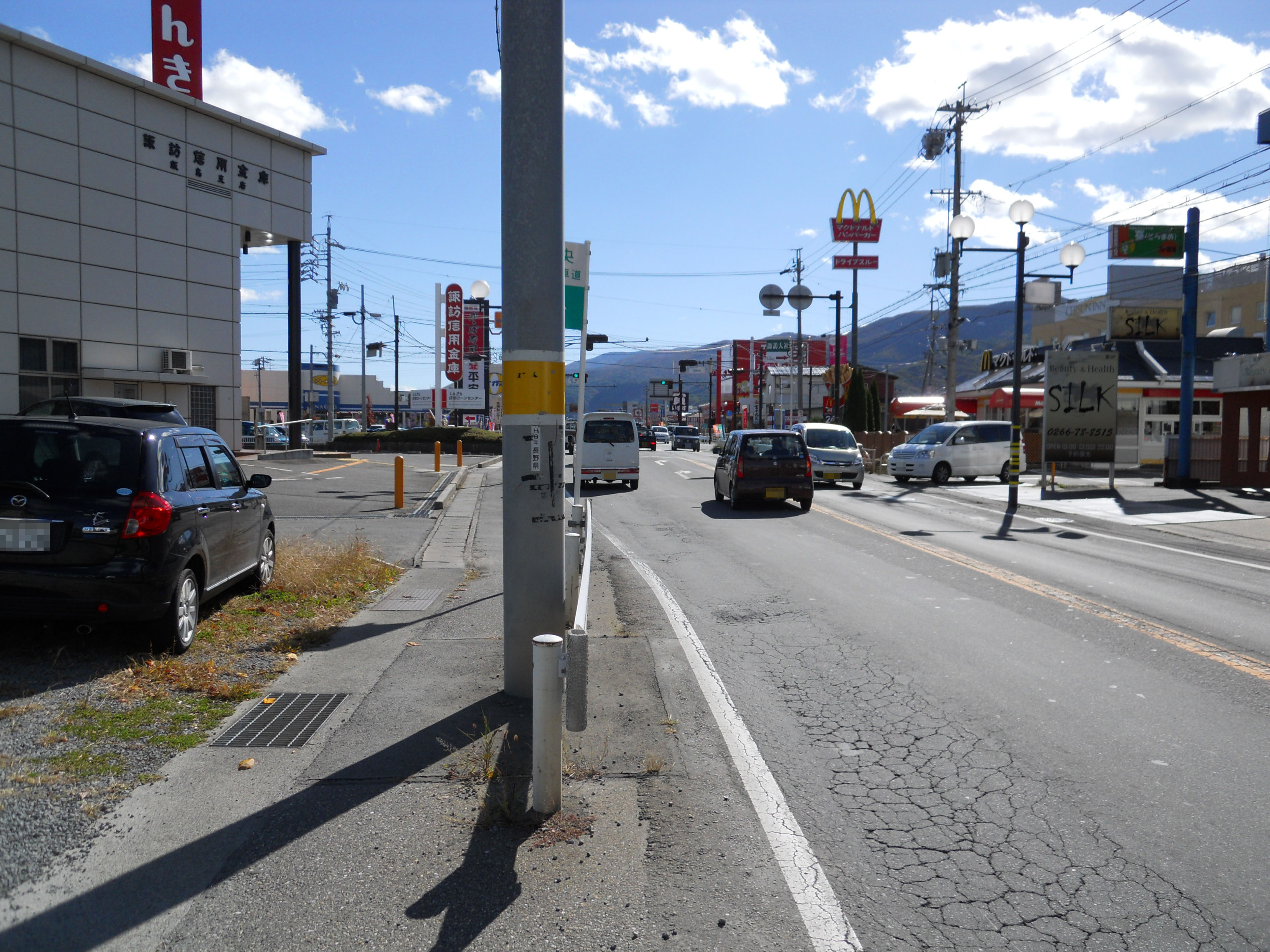
飯島交差点（終点）

長野県道487号諏訪湖四賀線（ながのけんどう487ごう すわこしがせん）は、長野県諏訪市の諏訪湖岸から諏訪市四賀の国道20号諏訪バイパスに至る路線。

## 概要
この路線は、部分開通している国道20号諏訪バイパスの現在の終点に直結する県道であり、中央道諏訪ICと諏訪湖を結ぶ路線の一部を形成する。沿線及び諏訪IC近辺には商業施設が多くあり、そのため観光客と地元住民の通行で渋滞や事故が発生しやすい路線である
。商業店舗の並ぶ区域は「サンリッツロード」とも呼ばれる。

### 路線データ
- 起点：諏訪市大字上諏訪（長野県道50号諏訪辰野線交点）
- 終点：諏訪市大字四賀（国道20号諏訪バイパス・長野県道183号神宮寺諏訪線交点）

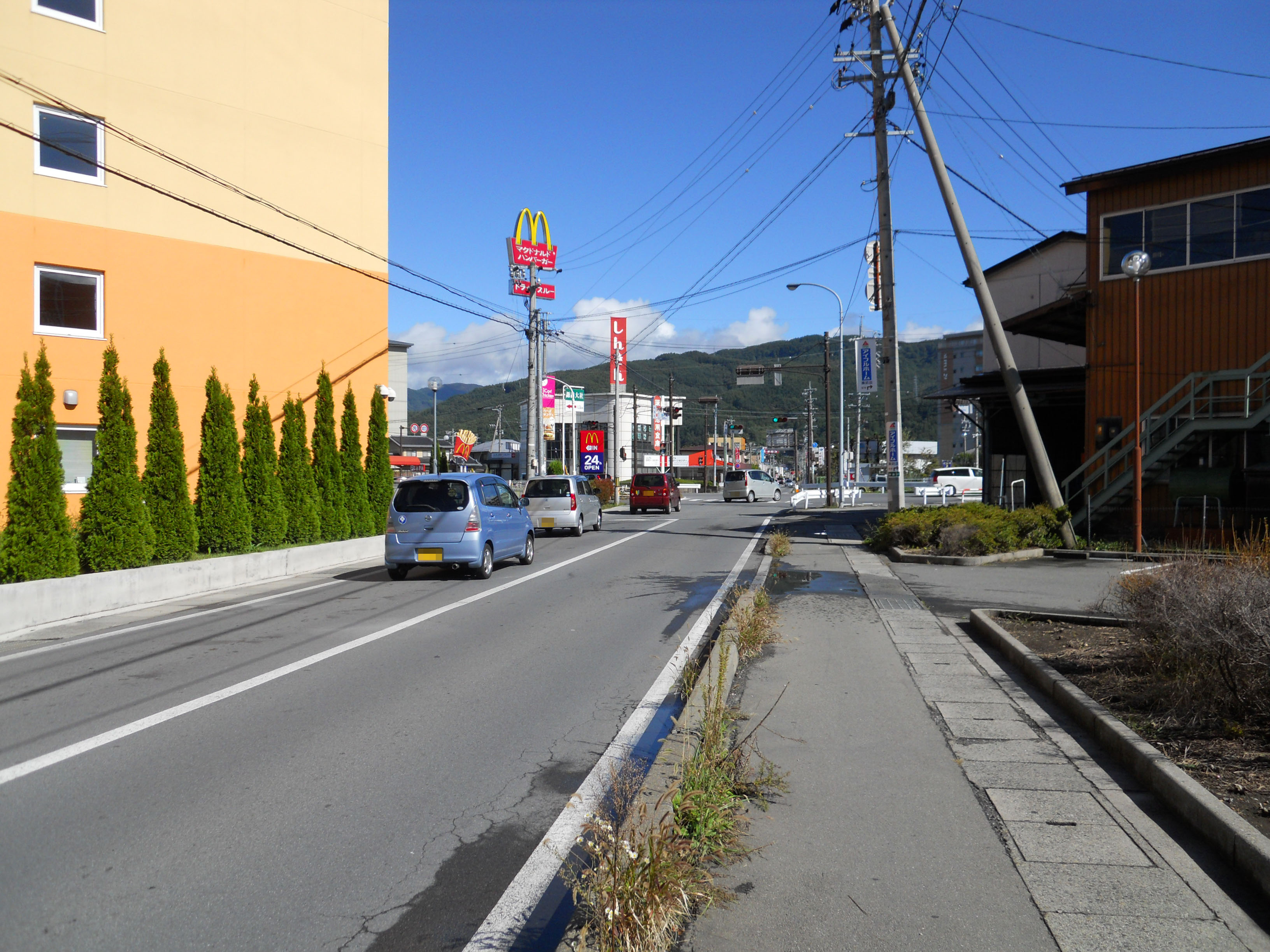
長野県道183号神宮寺諏訪線からの飯島交差点

## 周辺
- 諏訪湖
- 上川大橋